# شهرستان کینگشانکیاو، نینگشیانگ
شهرستان کینگشانکیاو، نینگشیانگ (به لاتین: Qingshanqiao Town) یک شهرک در جمهوری خلق چین است که در Ningxiang City واقع شده‌است. شهرستان کینگشانکیاو ۷۱٫۸ کیلومتر مربع مساحت و ۵۵٬۰۰۰ نفر جمعیت دارد.